# Olberg (Familie)

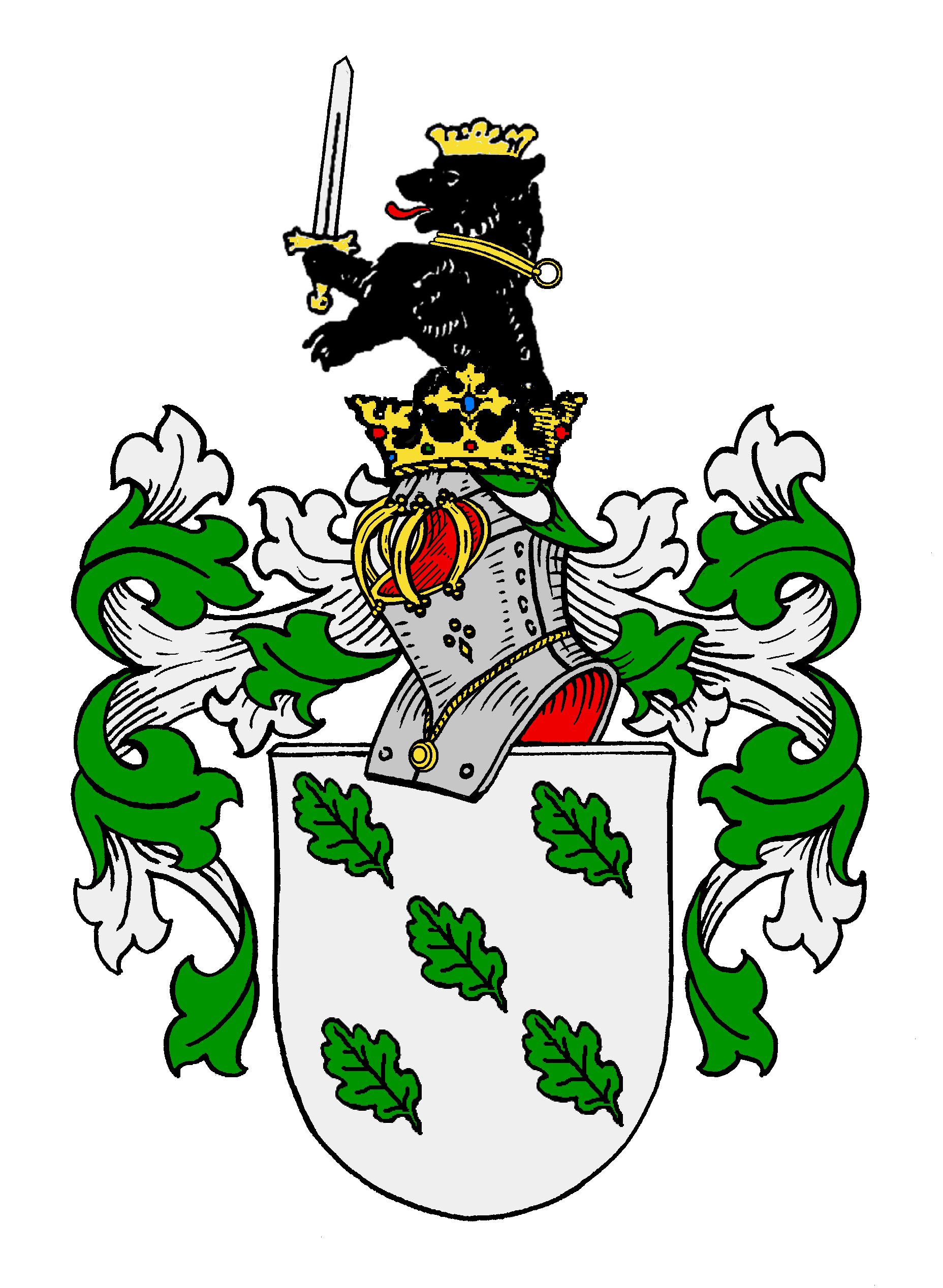
Wappen derer von Olberg

Olberg ist der Name eines preußischen Adelsgeschlechts aus dem Fürstentum Anhalt-Dessau, dessen Zweige gegenwärtig fortbestehen.

## Geschichte
Das Geschlecht Olberg beginnt seine Stammreihe mit Martin Olberg († nach 1687), Einwohner von Kakau bei Dessau.
Bekannt ist der Medizinalrat und fürstlich anhaltinische Leibarzt Franz Olberg (1767–1840).
In der dritten und vierten Generation stellte die Familie einige Forstbeamte. Bereits 1798 wurde ein Landjäger (Revierförster) Olberg in Regenthin im Kreis Arnswalde genannt. Der fürstlich anhaltinische Oberforstmeister und königliche Regierungs- und Forstrat Leopold Friedrich August Olberg (1770–1854) wurde anlässlich eines Dienstjubiläums im Dezember 1839 Ehrenbürger von Aken. Ein Sohn stiftete die adlige Linie des Geschlechts. Auch Friedrich Adolph Olberg (1803–1878) war Oberforstmeister.
Victor Louis Gebhard Olberg († nach 1853) besaß die Güter Altmühl und Pommershof im Kreis Neustettin.
Eduard von Olberg, preußischer Leutnant im Infanterie-Regiment Nr. 24 und nachmaliger Generalmajor wurde in Berlin am 11. Juli 1829 in den erblichen preußischen Adelstand gehoben. Er wurde Stifter der adligen Linie der Familie, aus welche die Söhne vor allem die Offizierslaufbahn einschlugen.
Verheiratete in erster Ehe mit Hans-Joachim (* 1950) ist die Autorin, Privatdozentin an der FU Berlin und Witwe des Rechtswissenschaftlers Görg Haverkate, Gabriele von Olberg-Haverkate (* 1951).

## Wappen
Das Wappen (1829) zeigt in Silber fünf schrägrechts gelegte grüne Eichenblätter (2, 1, 2). Auf dem Helm mit grün-silbernen Decken ein hockender (oder auch: wachsender) golden gekrönter schwarzer Bär mit goldenem Halsband (auch ohne dargestellt) in der rechten Pranke ein golden gegrifftes blankes Schwert haltend. Das Wappen ist ein redend: Die Eichenblätter im Schild weisen auf die Förstertradition des Geschlechts -daneben sind sie ein militärisches Ehrenzeichen; der Bär der Helmzier ist auch das Wappentier der Fürsten von Anhalt-Dessau, des Herkunftslandes der Olberg; das Schwert weist auf die Militärtradition der Familie.

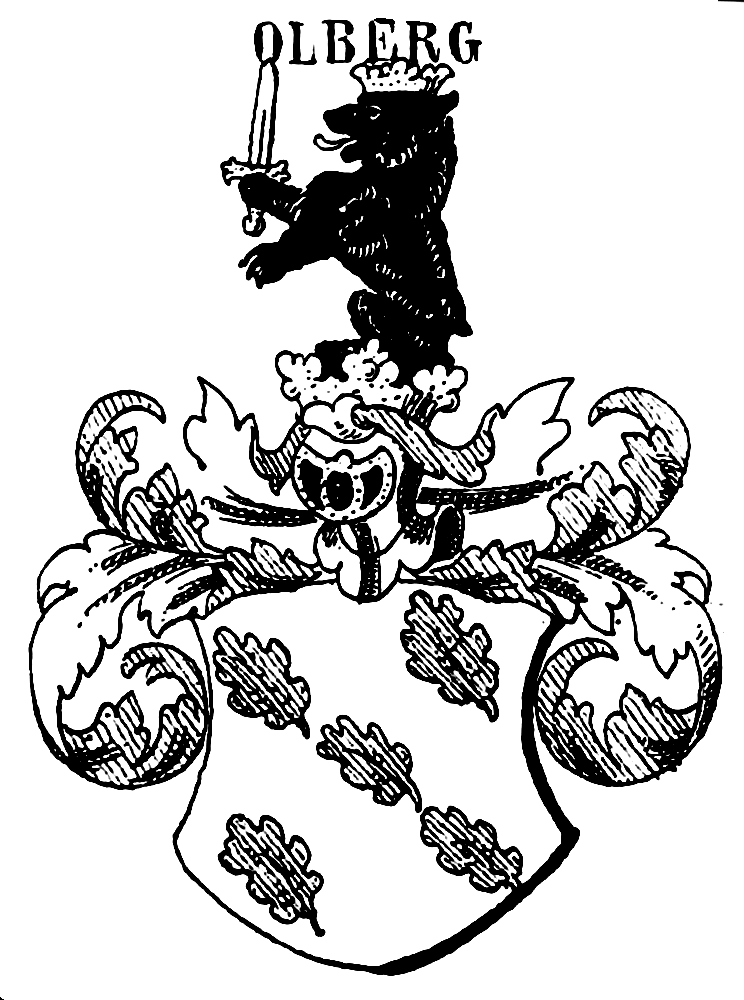
Wappen derer von Olberg im Siebmacher

## Angehörige
- Leopold Friedrich August (1770–1854), anhaltinischer Oberforstmeister und preußischer Regierungs- und Forstrat, ⚭ Wilhelmine Schröder (1780–1848)  
  - Eduard (1800–1863), preußischer Generalmajor, ⚭ 1828 Auguste Caroline von Stutterheim (1804–1878), Tochter von Carl August von Stutterheim (1759–1820), preußischer Generalmajor
    - Anna (* 1829), Ehrenstiftsdame im Stift Keppel
    - Klara (1831–1835)
    - Marie (1835–1836)
    - Felix (1836–1900), preußischer Oberstleutnant,[8] ⚭ 1869 Agnes von Stülpnagel (1848–1929), Tochter von Ferdinand von Stülpnagel (1813–1885), preußischer General der Infanterie
      - Helene (* 1870) Johanniter-Schwester in Weilburg a. d. Lahn
      - Alfred (1872–1947), bis 1918 preußischer Oberstleutnant im Kriegspresseamt, Reichspressechef des „Stahlhelm“, ⚭ 1903 Else Taufkirch (* 1883)
        - Margot-Lotti (* 1904), ⚭ I 1922 Karl-Friedrich von Möller (* 1932), Schriftsteller; ⚭ II 1927 Bernd von Enckevort (* 1905), Fideikommissherr auf Vogelsang

      - Adelheid (1873–1948), Stiftsoberin des Klosters Marienfließ
      - Eduard (1874–1932), preußischer Major,[9] Regierungsrat, Ehrenritter des Johanniterordens, ⚭ 1905 Elisabeth Kiesewetter (1883–1951)
        - Dorothea (* 1906)
        - Marietta (* 1908), Auswanderung nach Lüderitz
        - Eduard (1921–1943), Feldunterarzt, ⚭ 1922 Stephanie Schehl (* 1922); („eine Tochter v. Olberg“)

    - Hans-Walter (1876–1944), preußischer Major,[9] Oberst bei der Offiziersausbildungsabteilung des Oberkommando des Heeres, Ehrenritter des Johanniterordens, ⚭ 1916 Armgard von Wedel (* 1891); („eine Adoptivtochter v. Olberg“)
      - Ferdinand (1879–1945), preußischer Leutnant, Vorsteher der Darmstädter Bank, ⚭ I 1906 Freiin Margot von Schimmelmann (1907–1919); ⚭ II 1921 Hannah von Oitman (1878–1950), Tochter von Hugo von Oidtman (1835–1903), preußischer General der Infanterie 
        - Axel (* 1907), Oberstleutnant, Träger des Deutschen Kreuz in Gold,[10] Rechtsritter des Johanniterordens, ⚭ 1934 Alexandra von Ruville (* 1912), Tochter von Alexander von Ruville (1880–1947), Generalmajor; („fünf Kinder, acht Enkelkinder v. Olberg“)

          - Jürgen (* 1939), Notar a. D., Ortskurator der Deutschen Stiftung Denkmalschutz in Detmold
          - Hans-Joachim (* 1950), Studiendekan im Fachbereich Erziehungswissenschaft und Sozialwissenschaften an der Universität Münster, ⚭ I Gabriele von Olberg-Haverkate (* 1951) (⚭ II Görg Haverkate, Rechtswissenschaftler); ⚭ II Marijke van der Meulen

            - Robert (* 1988), M.A. in Politikwissenschaft, Unterbezirksvorsitzender der SPD und Ratsherr in Münster

        - Dagmar (* 1911), ⚭ 1935 Curt Freiherr von Dalwigk zu Lichtenfels (* 1898), Jurist, Oberfeldintendant
        - Gisela (* 1917), ⚭ 1942 Hans Emil Därr (* 1912), Diplom-Ingenieur

    - Helene (1837–1838)

  - Adolph Olberg (1803–1878), Oberforstmeister, ⚭ I Julie Schadow, ⚭ II Marie
  - Auguste († 1856), ⚭ 1845 Louis von Rothmaler (1814–1884), preußischer General der Infanterie